# Haywood Highsmith

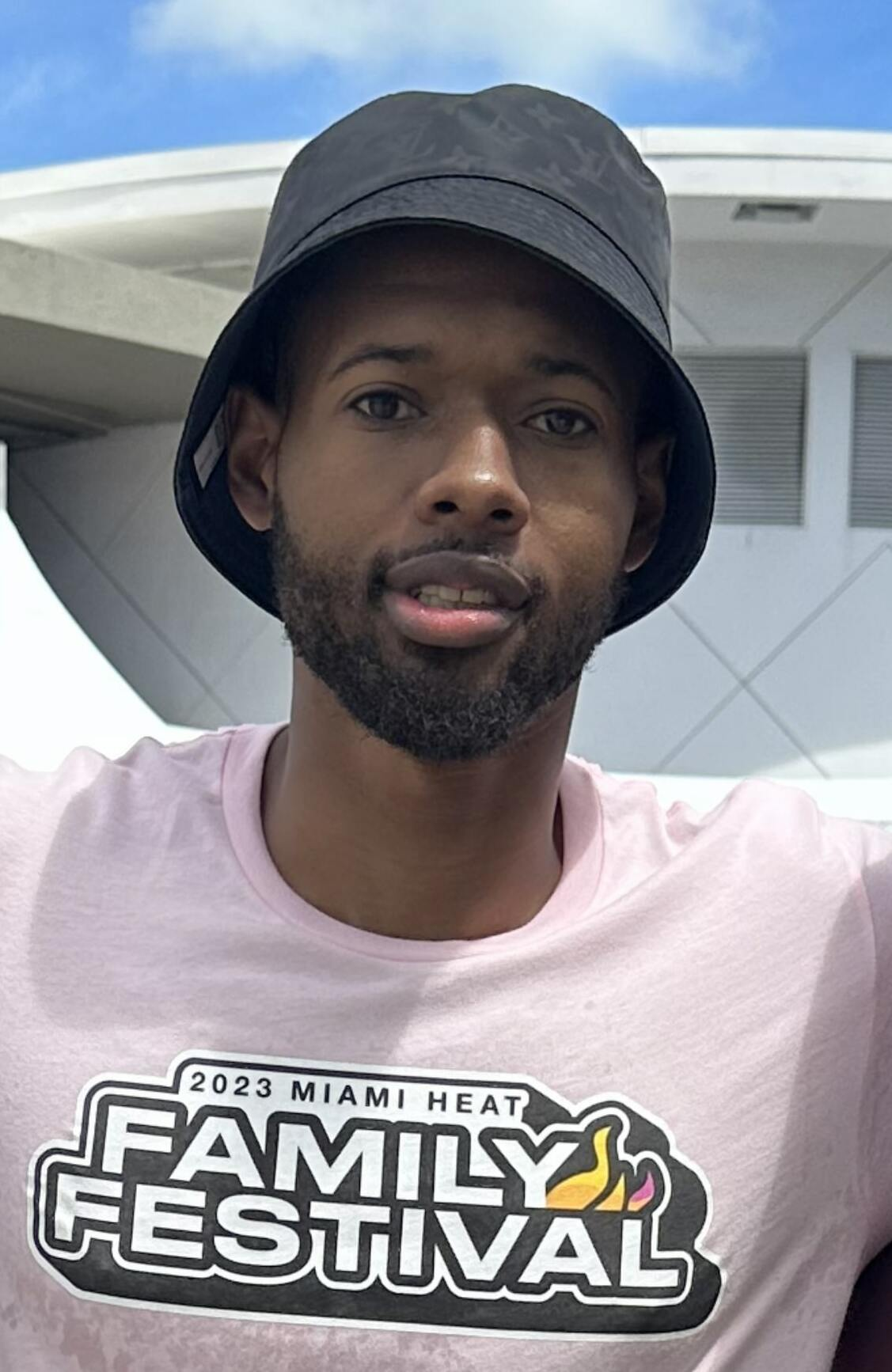
Haywood Highsmith, 2023.

Haywood Lee Highsmith Jr., född 9 december 1996 i Baltimore i Maryland, är en amerikansk professionell basketspelare (SF/PF) som spelar för Brooklyn Nets i National Basketball Association (NBA). Han har tidigare spelat bland annat för Philadelphia 76ers och Miami Heat.
Highsmith blev aldrig NBA-draftad.
Innan han blev proffs studerade Highsmith vid Wheeling University och spelade för universitetets idrottsförening Wheeling Cardinals.